# 제주특별자치도농업기술원
제주특별자치도 농업기술원(濟州特別自治道 農業技術院)은 제주특별자치도의 농업 발전과 농촌 진흥 사업을 추진하기 위해 제주특별자치도청 산하에 설치된 직속기관이다.
농업기술원장은 지방농업연구관이나 지방농촌지도관으로 보한다.

## 연혁
- 1956년 10월 1일: 제주도농업기술원 설치
- 1957년 5월 28일: 제주도농사원으로 변경
- 1962년 4월 1일: 제주도농촌진흥원으로 변경
- 1998년 9월 14일: 제주도농업기술원으로 변경
- 2006년 7월 1일: 제주특별자치도농업기술원으로 변경

## 조직
- 총무과
- 농산물원종장
- 연구개발국
- 기술지원국

## 산하 기관

### 감귤육종센터
감귤육종센터장은 지방농업연구관이나 지방농촌지도관으로 보한다.

### 농업기술센터
제주·서귀포·서부농업기술센터장은 지방농촌지도관으로, 동부농업기술센터장은 지방농업연구관이나 지방농촌지도관으로 보한다.
| 명칭               | 사진 | 위치                            | 관할구역                                       |
| ------------------ | ---- | ------------------------------- | ---------------------------------------------- |
| 제주농업기술센터   |      | 제주시 애월읍 상귀남길 16       | 제주시 시내동 권역, 애월읍, 조천읍, 추자면     |
| 서귀포농업기술센터 |      | 서귀포시 남원읍 중산간동로 7413 | 서귀포시 시내동권역, 남원읍                    |
| 동부농업기술센터   |      | 제주시 구좌읍 김녕남6길 8       | 제주시 구좌읍, 우도면, 서귀포시 성산읍, 표선면 |
| 서부농업기술센터   |      | 제주시 한림읍 월림7길 90        | 제주시 한림읍, 한경면, 서귀포시 대정읍, 안덕면 |